# Dark Lord: The Rise of Darth Vader
Dark Lord: The Rise of Darth Vader é um romance de Star Wars, lançado como parte do Universo Expandido, atualmente é considerado não-canônico (Star Wars Legends), escrito por James Luceno e lançado em novembro de 2005.  Os acontecimentos do livros dão sequência aos acontecimentos exibidos no filme Star Wars Episode III: Revenge of the Sith, mostrando a ascensão de Darth Vader no recém-formado Império Galáctico.

## Enredo
Boa parte do livro é dedicado aos conflitos internos pelos quais Vader passa conforme tenta deixar para trás sua vida como Anakin Skywalker e reaprender a usar A Força e o que significa ser um Sith. O episódio final mostra o início da escravidão da raça Wookie, conforme imposto pelo império - o que eventualmente levaria a parceria formada entre Han Solo e Chewbacca

### Ordem 66 no Murkhana
Os Mestres Jedi Roan Shryne e Bol Chatak, junto com sua Padawan Olee Starstone estão no planeta Murkahana nas últimas horas das Guerras Clônicas lutando ao lado de um contingente de soldados clones.  Os clones recebem a ordem 66 - matar os Jedi - mas este contingente que lutou ao lado deles recusa a ordem dando os Jedi um pouco de tempo de fugir antes que outros clones os achem e matem. Os Jedi fugem e se disfarçam como separatistas.  Eles tentam chegar para um navio para escapar do planeta, mas pouco antes de conseguirem são rodeados e capturados por clones.  Eles se desfazem dos sabres de luz e são levados para uma prisão com outros separatistas.
Darth Vader é enviado para castigar e matar o contingente que deixou os Jedi fugir.  Bol Chatak, que conseguiu ficar com seu sabre de luz, ataca Darth Vader e é morta por ele.  Roan consegue usar a força para persaudir um clone que Olee e ele não são prisioneiros.  Com a ajuda de um amigo que mora no planeta eles conseguem um navio e saem de Murkhana.
Ao fugir de Murkhana eles encontram a equipe do navio Drunk Dancer.  Descobrem que a capitã, Jula, é a mãe de Shryne.  Com um transceptor eles mandam uma mensagem criptográfica para outros Jedi sobreviventes.  Eles encontram mais seis Jedi: 2 cavalheiros (Siadem Forte e Iwo Kulka), 2 padawans (Deran Nalual e Klossi Anal), e 2 Jedi do corpo de agricultura (Jambe Lu e Nam Poorf).  Mas uma vez mal conseguem fugir de Darth Vader.  Eles usam o transceptor para baixar dados do templo Jedi.  Eles usam a informação para saber em quais planetas buscar para Jedi sobreviventes. Shryne acha que os Jedi não devem se reunir, mas se esconder de acordo com a última transmissão do templo Jedi.  Ele se separa dos outros Jedi e se junta com a equipe da mãe dele como contrabandista.  Eles tentam contrabandar um senador- Fang Zar - de Alderaan para Sern Prime.  Infelizmente Darth Vader os impede matando o senador e ferindo Jula.

### Kashyyyk
Os Jedi aterrissam no planeta dos Wookiee, Kashyyyk.  Estão buscando Yoda, Quinlan Vos, e Luminara Unduli.  Eles descobrem de Tarrful e Chewbacca que Yoda escapou mas que não sabem de Vos nem Unduli.  Nesse tempo Vader e um exército de clones invadem Kashyyyk.  Começa uma guerra entre os Wookiee e clones. Siadem Forte e Iwo Kulka atacam Vader e são feridos por ele.  Klossi também tentou atacar Vader, mas foi ferida imediatamente e Vader decapitou Forte e Kulka. Isso deixou só Olee para enfrentar Vader.  Contudo, Shryne descobriu o que estava acontecendo e ele enfrentou Vader mandando Olee levar os outros para o Drunk Dancer e fugir. 
Shryne consegue prolongar a luta durante muito tempo.  Ele conseguiu ferir Vader e chegou perto de vencer, mas Vader usou o lado negro da força para jogar objetos pesados em Shryne ferindo-o.  Antes de Shryne morrer Vader contou que o Imperador era Lorde Sidious e que ele era Anakin.  É possível que Shryne viu a redenção de Vader numa visão.
Os Wookiee são escravizados pelo Império e os Jedi decidem que não dá para continuar sendo Jedi abertamente, mas que ainda vão resistir o Império de modo discreto.